# چهار آزاد
چهار آزاد (به انگلیسی: Free Four) نام تک‌آهنگی از گروه پراگرسیو راک پینک فلوید است که توسط راجر واترز نوشته شده‌است و به عنوان هشتمین آهنگ در آلبوم تیره و تار در پشت ابر قرار دارد. آهنگ با شمارش راک اند رول به صورت معکوس شروع می‌شود، اما اعضای گروه تصمیم گرفتند که به جای "وان تو تری فُر" به صورت:"وان، توو، فری، فُر" آن را ضبط کنند. آهنگ در سال ۱۹۷۲ منتشر شد و در لیست ۵۰ آهنگ برتر رادیوهای اف‌ام قرار گرفت.

## سازندگان و مشارکت کنندگان
- راجر واترز - گیتار بیس، خواننده
- نیک میسن - درام، پرکاشن
- ریچارد رایت - سینث‌سایزر
- دیوید گیلمور -گیتار